# Gallicano
Gallicano är en ort och kommun i provinsen Lucca i regionen Toscana i Italien. Kommunen hade 3 697 invånare (2018).